# Reacción de Atherton-Todd
La reacción de Atherton-Todd es una reacción conocida en química orgánica, que se remonta a los químicos británicos F. R. Atherton, H. T. Openshaw y A. R. Todd. Estos describieron la reacción por primera vez en 1945 como un método para convertir fosfitos de dialquilo en clorofosfatos de dialquilo. Sin embargo, estos clorofosfatos de dialquilo formados, a menudo son demasiado reactivos para aislarse. Por esta razón, la síntesis de fosfatos o amidofosfato puede seguir la reacción de Atherton-Todd en presencia de alcoholes o aminas. La siguiente ecuación ofrece una visión general sobre la reacción de Atherton-Todd usando el reactivo dimetilfosfito como ejemplo:
La reacción tiene lugar después de la adición de tetracloruro de carbono y una base. Esta base suele ser una amina primaria, secundaria o terciaria. En lugar de grupos metilo, pueden estar presentes otros grupos alquilo o arilo.

## Mecanismo
Aquí se presenta un posible mecanismo de reacción para la reacción de Atherton-Todd para el ejemplo del dimetilfosfito, al igual que en la reacción general:
Primero, se usa una amina terciaria para escindir un grupo metilo del fosfito de dimetilo. El intermedio 1 resulta de esta etapa de reacción.
Posteriormente, el intermedio 1 desprotona el compuesto de partida (el dimetilfosfito), de modo que se forman los intermedios 2a y 2b. El intermedio 1 se regenera a partir del intermedio 2a.
Finalmente, el intermedio 2b se clora con tetracloruro de carbono y se forma el dimetilclorofosfato (3).

## Posibles reacciones posteriores
Después de la síntesis del dimetilclorofosfato, es posible una reacción adicional (por ejemplo, con una amina primaria como la anilina) mediante la siguiente reacción: